# Wasił Metodiew
Wasił Metodiew (ur. 5 stycznia 1935 w Sandanskiu, zm. 29 lipca 2019 w Sofii) – bułgarski piłkarz i trener piłkarski. Był zawodnikiem Akademika Sofia, Łokomotiwu Sofia i Dobrudży Dobricz. Z reprezentacją Bułgarii, w której barwach rozegrał 17 meczów, brał udział (jako rezerwowy) w mundialu 1966.
Karierę szkoleniową rozpoczął w Łokomotiwie Sofia, który w 1978 roku doprowadził do tytułu mistrza kraju. Później - już z Lewskim Sofia - rozgrywki ligowe w Bułgarii wygrywał jeszcze trzykrotnie, w 1984, 1985 i 1988 roku. Ponadto z Lewskim zdobył dwa Puchary kraju (1984 i 1991) i dwa Puchary Armii Sowieckiej (1984 i 1988). W latach 90. był dyrektorem sportowym w tym klubie.